# Lei de Embargo de 1807
A Lei de Embargo de 1807 foram medidas legais tomadas pelos Estados Unidos da América, conhecidas como Embargo Act, da série expedida durante os anos de 1806-1808 e que procuraram restringir o comércio de países estrangeiros na costa americana. As leis foram aprovadas pelo Congresso, durante o segundo governo do presidente Thomas Jefferson.
A causa apontada para o início dessas medidas foi o chamado "Caso Chesapeake-Leopard" que envolveu o navio de guerra britânico Leopard e a fragata americana Chesapeake, ocorrido por força de uma proibição britânica que não queria que seus parceiros comerciais negociassem com a França. Os dois países europeus estavam em guerra (Guerras Napoleônicas), enquanto Estados Unidos mantivera-se neutro, mas negociava às escondidas com ambos os lados.
Segundo Jefferson, os britânicos violaram os direitos dos americanos em alto-mar e as leis de embargo foram aprovadas em retaliação. Essas medidas causaram grandes danos à Economia americana, que de uma exportação de US$ 108 milhões em 1807, passou para US$ 22 milhões em 1808. Os atos foram revogados ainda no final do governo de Jefferson. Uma versão modificada voltaria com as restrições durante um breve período de 1813, na administração de James Madison, que substituiu Jefferson.

## As leis
Em 21 de junho de 1807, num evento conhecido como "Caso Chesapeake-Leopard", a fragata americana USS Chesapeake (1799) foi bombardeada nas proximidades de Norfolk pelo navio de guerra britânico HMS Leopard (1790). Três americanos morreram e 18 ficaram feridos. Imediatamente o presidente Jefferson ordenou a todos os navios britânicos que deixassem as águas americanas e mais tarde assinaria as leis de embargo.

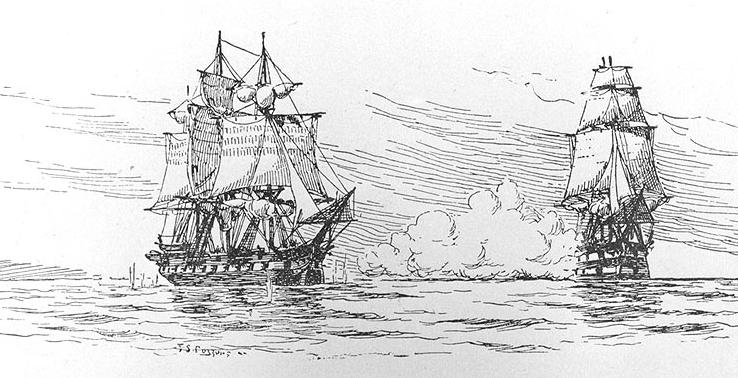
Desenho do encontro entre Leopard e Chesapeake em 1807

Em 22 de dezembro de 1807, o Congresso aprovaria a nova lei de embargo. A mesma procurava reforçar a neutralidade dos americanos em função da guerra europeia e dispunha, dentre outras coisas, que:
1. Os americanos estavam proibidos de desembarcar em qualquer porto estrangeiro sem autorização específica presidencial, ou seja, de Jefferson.
2. Os comerciantes deveriam obter um título de garantia sobre o valor do navio e da carga, para fins de eventual reclamação do seguro legal.[3]

Em 8 de janeiro de 1808, foi aprovada uma nova lei de embargo que tentou corrigir uma falha da anterior e agora estendia a obrigatoriedade do título de garantia a todos os navios americanos.
Além das medidas legais, Jefferson pediu autorização ao Congresso para aumentar as tropas para 30 000 homens, a fim de combater os corsários e piratas e se defender de uma eventual guerra contra os britânicos e franceses, sendo que contava apenas com um exército de 2 800. O Congresso recusou.
Muitos portos da Nova Inglaterra e do norte do país não funcionavam durante o inverno. Com a chegada da primavera, porém, a região começou a sentir os efeitos dos embargos e seus habitantes experimentaram uma depressão econômica e aumento do desemprego. Começaram os protestos na costa leste e muitos mercadores e proprietários de navios simplesmente ignoraram a leis. Na fronteira com o Canadá, particularmente com Nova Iorque e Vermont, as leis eram abertamente desobedecidas. Os agentes federais acreditavam que em partes do Maine, na Baía de Passamaquoddy, ocorria uma grande rebelião e a prática de contrabando era comum.
Em 12 de março de 1808, o Congresso aprovou e Jefferson assinou outra lei de embargo, que proibia a exportação de vários bens, estabelecia multas aos violadores e dava ao presidente o poder discricionário de aumentar ou interromper os embargos. As autoridades portuárias podiam agora impedir cargas sem a garantia.

Mesmo com todas as reações contra o embargo, seria aprovado outra lei da série: Em 25 de abril de 1808, o Congresso propôs que na eventualidade do término da guerra na Europa e de declaração de segurança do país, o presidente teria o poder de revogar as leis. Em 1 de março de 1809, Jefferson o fez.

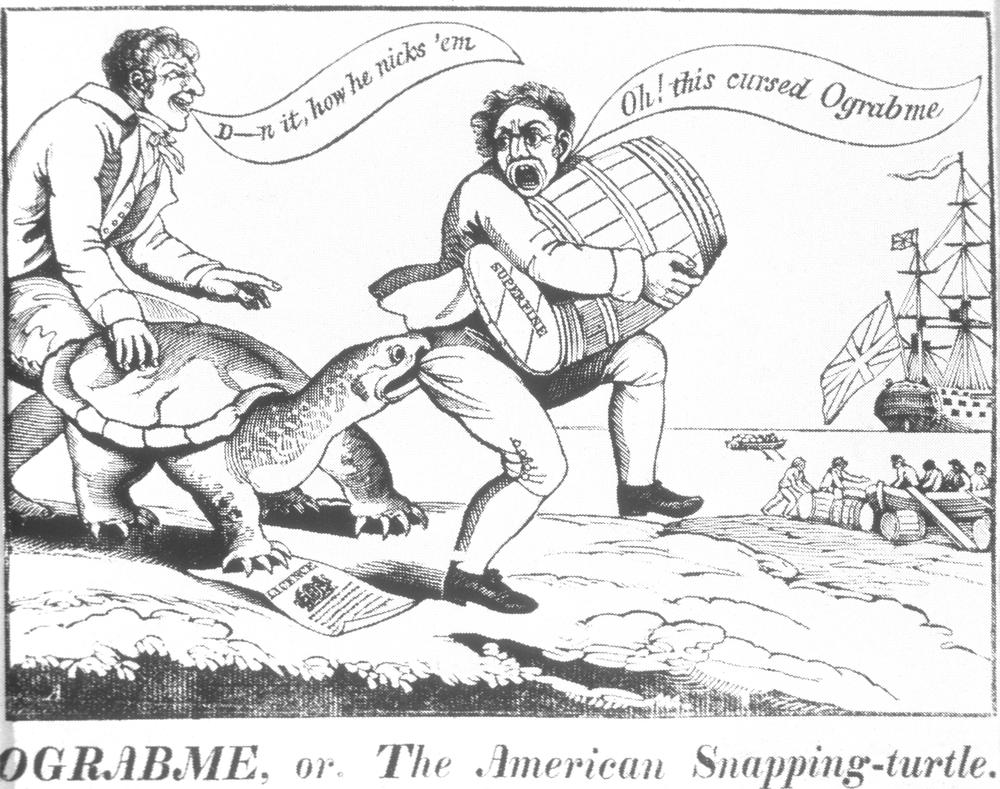
Uma charge política que mostra mercadores se referindo ao "Ograbme", que seria 'Embargo' soletrado de trás para frente

## Consequências
As leis de embargo foram retiradas três dias antes de Jefferson deixar a presidência, sendo substituídas pela Lei Non-Intercourse de 1 de março de 1809, que liberavam todos os embargos, exceto do Reino Unido e da França. Essa lei também foi ineficaz e foi substituída no ano seguinte pela Macon's Bill Número 2, acabando com os embargos. Essa série de leis foi ridicularizada pela imprensa que a chamava de Dambargo, Mob-Rage, Go-bar-'em ou O-grab-me ('Embargo' de traz para frente); foi publicada uma charge que ridiculariza a lei como uma tartaruga mordedora de nome de "Ograbme" que atacava os navegantes americanos.
Apesar da falta de popularidade das leis, as mesmas trouxeram alguns benefícios, especialmente por incentivar os capitalistas e os trabalhadores da Nova Inglaterra a desenvolverem a indústria têxtil e outras menores.